# Vihas-Keihäslahti
Vihas-Keihäslahti este o arie protejată (arie specială de conservare — SAC, sit de importanță comunitară — SCI, arie de protecție specială avifaunistică — SPA) din Finlanda întinsă pe o suprafață de 138 ha, integral pe uscat.

## Localizare
Centrul sitului Vihas-Keihäslahti este situat la coordonatele 64°15′37″N 23°50′14″E / 64.2603°N 23.8372°E.

## Înființare
Situl Vihas-Keihäslahti a fost declarat sit de importanță comunitară în august 1998 pentru a proteja 1 specie de plante și 41 de specii de animale. Alte tipuri de protecție:
- arie de protecție specială avifaunistică (în august 1998)[2]
- arie specială de conservare (în aprilie 2015)[1][3][4]

## Biodiversitate
Situată în ecoregiunea boreală, aria protejată conține 8 habitate naturale: Păduri naturale în etape succesive primare ale suprafețelor emergente de coastă, Lagune de coastă, Golfuri mici largi și golfuri puțin adânci, Pășuni de coastă din Baltica boreală, Dune împădurite din regiunile atlantică, continentală și boreală, Mlaștini turboase de tranziție și turbării mișcătoare, Păduri fino-scandinave bogate în ierburi cu Picea abies, Pășuni din zone de pădure fino-scandinave.
La baza desemnării sitului se află mai multe specii protejate:
- plante (1): Alisma wahlenbergii
- păsări (41): rață sulițar (Anas acuta), gâscă de semănătură (Anser fabalis), stârc cenușiu (Ardea cinerea), rață-cu-cap-castaniu (Aythya ferina), rața moțată (Aythya fuligula), Aythya marila, buhai de baltă (Botaurus stellaris), Calidris alba, Calidris alpina schinzii, prundaș de nămol (Calidris falcinellus), fugaci mic (Calidris minuta), bătăuș (Calidris pugnax), fugaci pitic (Calidris temminckii), erete de stuf (Circus aeruginosus), erete vânăt (Circus cyaneus), gușă vânătă (Cyanecula svecica), lebădă de iarnă (Cygnus cygnus), cocor (Grus grus), codalb (Haliaeetus albicilla), Hydrocoloeus minutus, sfrâncioc roșiatic (Lanius collurio), Larus fuscus fuscus, pescăruș râzător (Larus ridibundus), sitar de mal nordic (Limosa lapponica), sitar de mâl (Limosa limosa), becațină mică (Lymnocryptes minimus), rață pestriță (Mareca strepera), rață catifelată (Melanitta fusca), Mergellus albellus, codobatura galbenă (Motacilla flava), notatița cu ciocul subțire (Phalaropus lobatus), corcodel-urechiat (Podiceps auritus), Spatula clypeata, rață cârâitoare (Spatula querquedula), chiră de baltă (Sterna hirundo), Sterna paradisaea, chiră mică (Sternula albifrons), călifar alb (Tadorna tadorna), fluierar negru (Tringa erythropus), fluierar de mlaștină (Tringa glareola), fluierarul cu picioare roșii (Tringa totanus)

Pe lângă speciile protejate, pe teritoriul sitului au mai fost identificate 20 de specii de plante.